# Камбі (Техас)
Камбі (англ. Cumby) — місто (англ. city) в США, в окрузі Гопкінс штату Техас. Населення — 679 осіб (2020).

## Географія
Камбі розташоване за координатами 33°8′7″ пн. ш. 95°50′24″ зх. д. / 33.13528° пн. ш. 95.84000° зх. д. (33.135283, -95.840106).  За даними Бюро перепису населення США в 2010 році місто мало площу 2,63 км², з яких 2,62 км² — суходіл та 0,01 км² — водойми.

## Демографія
Згідно з переписом 2010 року, у місті мешкало 777 осіб у 308 домогосподарствах у складі 200 родин. Густота населення становила 296 осіб/км².  Було 336 помешкань (128/км²).
Расовий склад населення:
| - 93,6 % — білих - 1,2 % — корінних американців - 0,6 % — чорних або афроамериканців - 0,1 % — азіатів - 3,1 % — осіб інших рас |

До двох чи більше рас належало 1,4 %. Частка іспаномовних становила 5,7 % від усіх жителів.
За віковим діапазоном населення розподілялося таким чином: 27,5 % — особи молодші 18 років, 56,4 % — особи у віці 18—64 років, 16,1 % — особи у віці 65 років та старші. Медіана віку мешканця становила 37,4 року. На 100 осіб жіночої статі у місті припадало 97,7 чоловіків;  на 100 жінок у віці від 18 років та старших — 90,8 чоловіків також старших 18 років.
Середній дохід на одне домашнє господарство  становив 59 487 доларів США (медіана — 50 417), а середній дохід на одну сім'ю — 63 869 доларів (медіана — 53 750). Медіана доходів становила 31 842 долари для чоловіків та 31 000 доларів для жінок. За межею бідності перебувало 15,5 % осіб, у тому числі 27,1 % дітей у віці до 18 років та 6,5 % осіб у віці 65 років та старших.
Цивільне працевлаштоване населення становило 393 особи. Основні галузі зайнятості: освіта, охорона здоров'я та соціальна допомога — 32,8 %, роздрібна торгівля — 12,5 %, виробництво — 12,2 %.